# 穆羅姆采沃區
56°22′N 75°13′E / 56.367°N 75.217°E
穆羅姆采沃區（俄语：Муромцевский район），是俄羅斯的一個區，位於該國西南部，由鄂木斯克州負責管轄，面積6,700平方公里，2010年人口23,795，人口密度每平方公里3.55人。